# Taken 2
Taken 2 (titulada Búsqueda implacable 2 en Hispanoamérica y Venganza: Conexión Estambul en España) es una película francesa de acción rodada en Estados Unidos, dirigida por Olivier Megaton y escrita y producida por Luc Besson. La película contó con un amplio reparto internacional: protagonizada por Liam Neeson, Famke Janssen, Maggie Grace y Rade Šerbedžija. El filme fue estrenado en el Festival de cine americano de Deauville el 7 de octubre de 2012, lanzado en Francia el 3 de octubre y luego en España y Estados Unidos el 5 del mismo mes, recibiendo críticas negativas por parte de los críticos. Taken 2 es la secuela de la película del 2008 Taken, siendo ambas un éxito de taquilla.

## Argumento
Una vez más — al igual que en Taken— la película transcurre en el intento del agente retirado de la CIA, Bryan Mills (Liam Neeson) de salvar a sus seres amados. En esta ocasión no sólo se ve amenazada la vida de su hija Kim (Maggie Grace), sino también de su exesposa Lenore (Famke Janssen), quienes han sido secuestradas por el mafioso albanés Murad (Rade Serbedzija), en venganza por la muerte de su hijo Marko, el hombre que secuestró a Kim, que murió electrocutado a manos de Bryan (en Taken). El rapto de la familia tiene lugar en Estambul, Turquía, lugar donde Mills llevó a su familia para pasar las vacaciones después de tres días de trabajo.
Después de los eventos de París en Taken, los familiares de los criminales que Mills asesinó en la búsqueda de su hija, regresan desde Francia a su ciudad natal, Tropojë, Albania para el funeral de sus familiares muertos por Mills. En la ceremonia, Murad (Rade Šerbedžija), el padre de Marko, a quien Mills mató electrocutado, asegura que encontrará a Bryan para vengar la muerte de sus seres amados.
Kim y su madre Lenore, que está pasando por problemas matrimoniales, sorprenden a Bryan en Estambul, donde está vacacionando después de concluir un asunto laboral. Durante una salida por la ciudad, Lenore y Bryan son seguidos por los hombres de Murad, mientras Kim permanecía en la piscina del hotel dando oportunidad a sus padres a un reencuentro. Lenore es entonces capturada, forzando a Bryan a rendirse, no sin antes llamar por teléfono celular a su hija para advertirle y permitirle escapar de los hombres enviados para raptarla.
Bryan despierta en un cuarto oscuro con sus manos atadas a un poste. Con ayuda de un pequeño celular escondido en su calceta, logra llamar a su hija y le dice que vaya a la embajada de los Estados Unidos para decirles lo ocurrido, pero ella le pide una oportunidad para ayudarlo, Bryan le dice que no pero la chica insiste. Bajo instrucciones de Bryan, Kim abre su maleta con armamento y lanza una granada por la ventana, permitiendo a Bryan deducir su ubicación calculando lo que tarda el sonido de la explosión en alcanzarlo. Luego le pide que tome una pistola y otras dos granadas y se dirija al lugar donde se encuentra yéndose por los tejados, mientras él se libera de sus ataduras y enciende una chimenea para indicar ubicación. Kim le arroja la pistola por la chimenea, Bryan la usa para escapar y luego la rescata de los dos hombres que la seguían.
Bryan regresa para salvar a Lenore, pero esta ya ha sido llevada a otro sitio, por lo que, después de dejar a Kim en la embajada de los Estados Unidos, sale en su búsqueda siguiendo la ruta que memorizó al momento de ser secuestrado. Después de vencer a los secuestradores, se enfrenta a Murad, quien afirma en que los dos hijos que le quedan buscarán de igual manera vengarse de él en el futuro, si lo asesina. Bryan asegura que también los matará, pero que Murad puede cambiar eso si le jura no volver a perseguirle. Murad acuerda detener su venganza a cambio de permanecer con vida, con lo que Bryan arroja su arma, pero Murad la agarra e intenta dispararle, en lo que se da cuenta de que está vacía, pues Bryan le había sacado las balas a sabiendas de que Murad nunca accedería a dicho trato. Bryan entonces asesina a Murad, clavándole en un perchero por el cuello, y salva a Lenore.
Luego de pasadas tres semanas todo parece haber vuelto a la normalidad, la familia se encuentra reunida en una cena de celebración porque Kim aprobó su prueba de conducir, donde luego aparece por sorpresa el novio de Kim, Jamie (Luke Grimes). Los cuatro disfrutan de una agradable tarde en la heladería.

### Final Alternativo
En el final alternativo, Bryan logra rescatar a Lenore de donde ambos habían sido apresados y la lleva junto a Kim a la embajada estadounidense de Estambul.

## Elenco
- Liam Neeson es Bryan Mills, un agente retirado de la CIA que volvió a emplear sus habilidades como agente cuando su hija es secuestrada en París, ahora como agente de seguridad vuelve a usar su entrenamiento para salvar a su exesposa y eliminar a las personas que intentan matarlo a él y a su familia.
- Maggie Grace es Kim Mills, hija de Bryan. Esta vez logra zafarse del secuestro y ayuda a su padre a escapar y a salvar a su madre.
- Famke Janssen es Lenore, exesposa de Mills y madre de Kim. Se ha separado de Stuart (Xander Berkeley) y vuelve a tener interés en Bryan, aunque todo empeora cuando es secuestrada por los albaneses en contra de Bryan.
- Rade Šerbedžija es Murad de Tropojia, jefe de la mafia albanesa y cabeza de los secuestradores. Busca venganza contra Bryan por torturar a su hijo hasta la muerte.
- Luke Grimes es Jamie, el novio de Kim
- Leland Orser es Sam, amigo de Bryan y antiguo colega de la CIA. Él ayuda a Bryan a entrar a la embajada estadounidense en Estambul.
- Jon Gries es Casey.
- Kevork Malikyan es el inspector Durmaz.
- D.B. Sweeney es Bernie.
- Alain Figlarz es Suko.

## Elenco de doblaje
| Personaje      | Actor original  | Actor de doblaje          | Actor de doblaje    |
| -------------- | --------------- | ------------------------- | ------------------- |
| Bryan Mills    | Liam Neeson     | Ricardo Alanis            | Salvador Vidal      |
| Kim Mills      | Maggie Grace    | Lourdes Cetrángolo        | Isabel Valls        |
| Lenore Mills   | Famke Janssen   | Claudia Pannone           | Silvia Castelló     |
| Murad Krasniqi | Rade Serbedzija | Ariel Abadi               | Miguel Ángel Jenner |
| Jamie          | Luke Grimes     | Stavros Damián            | Jonatán López       |
| Sam            | Leland Orser    | Adrián Wowczuk            | Jordi Ribes         |
| Suko           | Alain Figlarz   | Gustavo Barrientos        | Ramón Canals        |
| Insertos       | N/D             | Sebastián Castro Saavedra |                     |

- Voces adicionales:
- Juan Echave
- Belén Venuta
- Jorge Riveros
- Gustavo Ciardullo

## Producción y comercialización
El rodaje se realizó a finales del 2011 y principios del 2012, con las escenas de Estambul tomadas en noviembre de 2011. Mientras que las escenas que muestran a los personajes de Neeson y Grace en Los Angeles fueron tomadas en enero de 2012.
El primer tráiler oficial de la película fue lanzado el 21 de junio de 2012. 
 Taken 2 fue mostrada por primera vez el 7 de septiembre del 2012 durante el 38.º Festival Americano de Cine de Deauville. Luego, fue lanzado comercialmente en más de 25 mercados internacionales, incluyendo Estados Unidos, Canadá y España el 5 de octubre de 2012.

### Recaudación
El día de su lanzamiento en Estados Unidos y Canadá el filme ganó la gran suma de 18,4 millones de dólares, de los cuales, 1,5 millones fueron sumados mediante presentaciones de media noche. En su semana de estreno, Taken 2 recaudó 49,5 millones de dólares en Estados Unidos y Canadá, debutando en el primer puesto y alcanzando un nuevo récord como la película PG-13 con mayor ganancia en Norteamérica que se haya estrenado en octubre, y ganó alrededor de USD 55 millones en otros mercados. Durante su segunda semana en Estados Unidos y Canadá, el filme descendió sus ganancias en un 55,8% desde su primera semana, recaudando USD 21,9 millones mientras se mantenía en la primera posición.
Para diciembre de 2012, Taken 2 había alcanzado una taquilla de USD 138 654 367 en Estados Unidos y Canadá, y USD 226 620 898 internacionalmente, superando a la primera Taken (película) original, lo que le daba al nuevo film una ganancia mundial total de USD 365 275 265.

## Crítica
En Rotten Tomatoes la película recibió una puntuación de 21% basada en la revisión de 156 críticas, y reporta un rating de audiencia promedio de 4,2 sobre 10, con la siguiente crítica por consenso: «Taken 2 está ampliamente desprovista de las emociones cinéticas — y sorpresas — que hicieron a la original un hit». En Metacritic, que asigna una puntuación media ponderada en una escala de 100 a partir de revisiones de las principales críticas, la película recibió una puntuación media de 45, basada en 35 críticas, indicando «críticas mixtas o intermedias».
Roger Ebert, del Chicago Sun-Times, le dio a la película 3 de 4 estrellas y escribió: «Taken 2 es habilidosa, acción profesional [...] El reparto es uniformemente calificado y serio a morir, y si vas a comprar lo que [el co-escritor y productor] Luc Besson está vendiendo, él no te va a estafar». Kenneth Turan de Los Angeles Times le dio también críticas positivas, escribiendo: «Liam Neeson ciertamente luce físicamente impotente, pero fue la noción de dar un papel a alguien que de hecho puede actuar en un rol de héroe de acción, lo que hizo a ambas películas —Taken 2 es más un remake que una secuela — tan exitosos». Bernard Besserglik del The Hollywood Reporter escribió una crítica positiva después de su presentación en Deauville, concluyendo: «Hay un toque de vigilante defensor en la película que desagradará a algunos, con Neeson como una versión más caballerosa de Charles Bronson de las serie de Death Wish, pero claramente todavía hay un mercado para tales fantasías. A los "Moviegoers" que les gustó Taken y quieren más de lo mismo, obtendrán eso precisamente».
El sitio español SOS Moviers le dio una calificación de seis estrellas sobre diez (buena). El escritor comenta que «Podríamos perdonar a los críticos de cine, sobre todo los estadounidenses, por analizar a Venganza como una película de acción. Por supuesto lo es, pero el mayor atractivo de este fueron sus elaboradas frases, su sofisticado ingenio para captar y apretar psicológicamente al enemigo, además de hablar sobre la trata de blancas que es un problema mundial de relevancia. Tal vez, suponemos que los encargados de su secuela leyeron las críticas de estos periodistas, porque Venganza: Conexión Estambul deshace toda su consistencia para favorecer un espectáculo de acción mucho más dinámico, ruidoso y exótico». Añade que «el problema no es tanto si la historia es buena o no, o si la película es de calidad. La pregunta es ¿tiene sustancia este largometraje? ¿los productores realmente conocen el secreto del por qué la primera parte fue un éxito?. La grandeza de su antecesor residía en que la consistencia en el guion era tan fuerte que permitía canalizar y fluir los enfrentamientos de manera apropiada, precisa y nutritiva. Aquí en esta película, Venganza: Conexión Estambul, no hay mucha sustancia, por lo que es difícil no tomar a la película por lo que es: una de acción» y concluye «en Venganza: Conexión Estambul, no hay demasiada sustancia que pueda trascenderlo de una película de acción comercial. Su limitado, estrecho enfoque duele: seguro que a los espectadores palomiteros le interesarán, pero no tiene la inteligencia de cruzar a una audiencia heterogénea y masiva».
John Anderson del The Wall Street Journal le dio a la película una crítica intermedia, escribiendo que hay una «ciega fidelidad a una fórmula evidente en la mayoría de Taken 2. En el departamento de publicidad podría decir que es un emocionante viaje cargado de adrenalina, pero pudo haber sido mucho más». Lisa Schwarzbaum de Entertainment Weekly le dio un grado C y escribió: «Tú sabes lo que pasa en Taken 2, ¿verdad? lo mismo que pasó cuatro años antes en Taken, pero diferente. (pero lo mismo)», y que Taken «es simultáneamente tonta, sucia, un holgazán festival de estereotipos y una pieza de mercancías astutamente realizada, i.e, es el diablo que conocemos». Neil Genzlinger del The New York Times dio otra crítica mezclada, escribiendo que mucho de Taken 2 «es parecido a un carro imparable y una persecución a pie, con albano tras albano cayendo víctima de las extraordinarias habilidades de puntería y lucha cuerpo a cuerpo de Bryan. Extranjeros malos, americanos buenos, taquilla ocupada».
Keith Phipps del The A.V. Club le dio una grado C, escribiendo: «Lo que comienza como una excursión familiar, con un indicio de romance reavivado entre los padres, se convierte en secuestro (la palabra "'taken'" [tomado(a)] es lanzada casi liberalmente), tortura, persecuciones de alta velocidad, y otra desventuras que probablemente no fueron sonreídas por la Junta Turca de Turismo. Nada de esto es particularmente novedoso o emocionante». Scott Bowles de USA Today le dio 2,5 estrellas de 4, escribiendo: «La primera mitad de Taken 2 es una peli de acción servicial, pero la segunda desciende a ser "clichés" y a veces, Taken 2 incluso avanza desde las sombras de la original con una terrorífica imagen a una mejorada relación entre padre e hija. La película desciende en una trillada parte dos, carente de mucho suspenso o tensión». Peter Bradshaw de The Guardian le dio 2 de 5 estrellas concluyendo: «En la primera película, de el final de la era de Bush, Liam no era tímido en usar las técnicas de tortura al estilo Jack Bauer, conectando malhechores a la corriente y electrocutándolos con certeros voltajes. Ahora nada de eso. Aquella era una 15, esta es una 12A, un poquito más habitual, tanto como ridícula, pero el argumento se está viendo muy aburrido».
Joe Neumaier del Daily News también le dio a la película 2 estrellas de cinco, escribiendo: «Taken 2 tiene una trama que podría haber sido escrita por un programa de GPS, y contiene todo el encanto técnico que sale de la nada. Pero de alguna manera, Liam Neeson gruñe a través de esta secuela de acción apenas aceptable, con su dignidad intacta, su billetera más grande, y su familia de la película con la mente olvidada de todo lo que ocurrió el 2009 en Taken». Neil Smith de Total Film también le dio 2 de 5, concluyendo: «"¿Qué vas a hacer?" llora desconsoladamente Maggie. "¡Lo que hago mejor!" gruñe Liam. Aunque todavía sea divertido verlo sacar la Eurobasura, lo hemos visto hacerlo mejor». Ann Hornaday del The Washington Post le dio 1 de 4 estrellas, escribiendo: «No puedes culpar a Neeson, o a los productores de Taken, por tratar de hacer lo imposible otra vez. Por lo que los puedes culpar es por Taken 2, una secuela que es tan mal hecha, torpe, desorbitada y comédica como la original fue brillante, fuerte y eficiente».
La audiencia encuestada por la firma de investigación de mercados, CinemaScore, de dio a la película en promedio un grado B+.

## Adaptación
Debido al éxito de la película, se desarrolló una película para la TV llamada Taken: La búsqueda de Sophie Parker protagonizada por Julie Benz,	Amy Bailey y	Jeffrey Meek. La diferencia es que una madre agente intenta buscar a su hija secuestrada en Rusia.